# Filipstads järnvägsstation
Filipstads järnvägsstation är en järnvägsstation i Filipstad. Stationshuset invigdes 1876.
Stationen öppnades 1876 vid Bergslagernas Järnvägar under namnet Filipstad BJ. Den smalspåriga järnvägen Filipstads norra bergslags järnväg använde stationen. Mellan 1909 och 1964 benämndes stationen Filipstad Västra för att undvika förväxling med den dåvarande stationen Filipstad Östra vid Inlandsbanan.